# Porricondyla gibberosa
Porricondyla gibberosa är en tvåvingeart som först beskrevs av Frederick Askew Skuse 1888.  Porricondyla gibberosa ingår i släktet Porricondyla och familjen gallmyggor. Inga underarter finns listade i Catalogue of Life.